# Angelo Rottoli
Angelo Rottoli (Presezzo, 14 dicembre 1958 – Ponte San Pietro, 28 marzo 2020) è stato un pugile italiano.

## Biografia
Angelo Rottoli iniziò come dilettante nel 1977 e divenne professionista nel dicembre 1981 nella categoria dei pesi massimi. Conquistò il titolo italiano professionisti il 4 novembre 1983 a Bergamo battendo Daniele Laghi per ferita all'ottavo round. Difese il titolo vittoriosamente quattro volte, contro Rinaldo Pellizzari e Guido Trane (tre volte).
Nel 1985 rinunciò al titolo per scendere nei pesi massimi leggeri, essendo stato designato dalla WBC sfidante al titolo mondiale di questa categoria. Perse però contro uno dei maggiori rappresentanti  di peso il portoricano Carlos De León che detenne il titolo per ben quattro volte tra il 1980 ed il 1990. 
Nel 1987 divenne campione intercontinentale WBC della stessa categoria nel 1988, poi campione europeo l'anno successivo sconfiggendo il norvegese Magne Havna, futuro campione del mondo. Perse il titolo europeo contro il francese Anaclet Wamba l'11 novembre 1989. Nell'aprile 1990, Rottoli chiuse la sua carriera dopo 35 combattimenti e dopo essere stato sconfitto dall'argentino Daniel Eduardo Neto gia' sfidante di Francesco Damiani per il mondiale WBO dei pesi massimi.
Morì al Policlinico di Ponte San Pietro il 28 marzo 2020 all'età di 61 anni, vittima della COVID-19. Due settimane prima, aveva perso la madre e il fratello per lo stesso virus. In un articolo della Gazzetta dello Sport apparso in occasione della sua morte si ipotizzò che il pugile bergamasco fosse il "bello e impossibile" della nota canzone di Gianna Nannini che rimase da lui colpita dopo averlo incontrato tanto da prenderlo come ispirazione per quello che sarà uno dei suoi maggiori successi. 
Il palazzetto dello sport di Ponte San Pietro è stato intitolato alla sua memoria. Al suo interno vi è esposta la sua cintura di campione d'Europa.